# Miloš Vučević
Miloš Vučević (Novi Sad, 10 december 1974) is een Servisch politicus en jurist. Hij is sinds 2024 de minister-president van Servië.

## Biografie
Vučević werd geboren in Novi Sad, destijds onderdeel van Joegoslavië. Hij behaalde een graad in de rechten aan de universiteit van Novi Sad. Hij werkte vervolgens als advocaat.

### Politieke carrière
Vučević werd in 2008 lid van de Servische Progressieve Partij. Hij werd in 2012 verkozen tot burgemeester van Novi Sad, een positie die hij ruim tien jaar bekleedde. Onder zijn leiding werd Novi Sad in 2021 uitgeroepen tot Europese Culturele Hoofdstad.
In 2022 trad Vučević toe tot de nationale regering als minister van Defensie en vicepremier in het kabinet van premier Ana Brnabić.
In mei 2023 volgde Vučević de Servische president Aleksandar Vučić op als leider van de Servische Progressieve Partij. Op 2 mei 2024 werd Vučević verkozen tot premier van Servië. Op 28 januari 2025 kondigde hij zijn aftreden aan naar aanleiding van de instorting van de luifel van het treinstation van Novi Sad.

### Persoonlijk leven
Vučević is getrouwd en heeft twee kinderen.